# Pseudandriasa mutata
Pseudandriasa mutata is een vlinder uit de familie van de pijlstaarten (Sphingidae). De wetenschappelijke naam van de soort werd in 1855 gepubliceerd door Francis Walker.